# Déplacements contraints de population en Éthiopie
Les déplacements contraints de population en Éthiopie se déroulent principalement dans le cadre de deux types de projets politiques menés par les différents gouvernements éthiopiens depuis les années 1950 : le resettlement et la villagisation. Ils sont généralement menés de façon simultanée. Dans tous les cas, l’État use de la violence pour contraindre les populations à quitter leur domicile originel.

## Villagisation
À l’instar de ce qu’ont connu la Tanzanie ou le Mozambique, les programmes de villagisation consistent en le regroupement de maisons pour créer des villages en zone rurale, où l’habitat est habituellement plutôt dispersé. Les buts de ces programmes sont multiples : regrouper les habitations autour d'adductions d'eau, d'écoles et de dispensaires, mais aussi assurer un meilleur contrôle de la population en la concentrant autour de structures étatiques (coopératives agricoles, associations paysannes). Il s'agit de l'un des traits principaux des projets visant à modifier en profondeur la société portés par la plupart des régimes socialistes. En Éthiopie, les premiers programmes de villagisation sont apparus dans la région du Balé en 1978, et ont été généralisés avec le premier plan décennal (1985-1994), qui comptait de nombreux projets dans la région du Harargé,.

## Resettlement
Le resettlement prend la forme d'un déplacement de population d'une région à une autre et dans une optique d'installation à long terme, le tout sous la direction de l’État. L'essentiel des personnes ainsi réinstallées en Éthiopie provenaient des hautes terres septentrionales et ont été réinstallées dans les basses terres de l'ouest (régions de Metekel, de Métemma, du Kaffa) ou de la vallée du Rift (Sidamo, Awash). Les basses terres éthiopiennes sont généralement considérées comme inhabitées par les habitants des plateaux et les gouvernements successifs ; elles sont donc vues comme la solution aux problèmes de surpopulation des hauts plateaux. Dans les faits, ces programmes ont souvent inclus une villagisation des foyers dans leur zone d'arrivée, ainsi que des tentatives d'introduction de nouvelles organisations sociales et de nouvelles techniques agricoles.

## Historique

### Sous l’Empire
Les premiers programmes de déplacements de population apparurent en Éthiopie en 1958. Sous l'empire, l'essentiel des programmes étaient menés par des gouverneurs de région. Lors de la révolution de 1974, 10 000 foyers avaient déjà été déplacés, soit 0,2 % de la population rurale éthiopienne . Les programmes de resettlement étaient alors vus comme la solution à de nombreux problèmes : ils devaient permettre d’occuper les chômeurs urbains de plus en plus nombreux, de donner des terres aux ruraux victimes du stress foncier, d’introduire de nouvelles techniques de culture ou de mettre fin aux famines récurrentes. Ils étaient aussi entraînés par la création de grandes exploitations agricoles et de grands projets de culture mécanisée à l'instar du programme Chillalo dans la région de l'Arsi ou des plantations de canne à sucre dans l'Awash.

### Sous le Derg
Le régime du Derg fut le principal organisateur de déplacements de populations de ce type dans l'histoire de l’Éthiopie. Entre la prise du pouvoir par la junte militaire en 1974 et la grande famine de 1984, 46 000 foyers, soit 187 000 personnes, ont été réinstallés sur 88 sites répartis dans 11 régions administratives. Mais c'est lors de la grande famine de 1984-1985 que l'essentiel des foyers ont été déplacés. Le programme de resettlement du derg prévoyait le déplacement de 300 000 foyers, soit 1 500 000 individus. 50 % des foyers déplacés provenaient de la province du Wollo ; 33 % de celle du Tigray. Le déplacement de populations répondait aussi à des objectifs politiques, comme dépeupler les régions qui abritaient des combattants opposés au régime (Tigray occidental) ou installer des populations fidèles à la Révolution et au régime dans les zones frontalières réputées moins sûres. 
Théâtre de nombreux conflits (Première guerre civile soudanaise, guerre en Érythrée puis guerre civile somalienne), la Corne de l'Afrique était déjà une zone où circulaient de très nombreux réfugiés, ce qui se poursuit jusqu'à aujourd'hui. L'hébergement des réfugiés étrangers et des réfugiés éthiopiens de retour en Éthiopie a pu être assuré par des programmes de resettlement.
En plus de ces déplacements de population sur de longues distances, le régime militaire avait aussi programmé le regroupement en villages de 33 millions de personnes entre 1985 et 1995. Dès 1986, 4 600 000 personnes avaient été regroupées en 4 500 villages, mais l'instabilité des périphéries due aux nombreux groupes armés qui y opéraient (TPLF, OLF, etc. ) ne permit pas de former plus de villages. La chute du régime empêcha la réalisation complète du projet du Derg. La majorité des personnes déplacées par la junte militaire sont retournées dans leurs régions d'origine après la chute du régime. Dans de nombreux cas, leurs anciennes terres avaient été redistribuées, ce qui entraîna des migrations en « aller-retour » entre la zone de resettlement et la zone anciennement habitée.

### Sous le FDRPE
Pendant les années de lutte armée qu'il mena contre le Derg, le Front de libération du peuple du Tigray (TPLF) était opposé aux programmes de resettlement, et il réaffirma cette position après avoir pris le pouvoir en 1991. C'est au début des années 2000 que le gouvernement issu de ce groupe armé revu sa position quant aux transferts de populations. Devant faire face à une nouvelle famine, le régime du Front démocratique révolutionnaire des peuples éthiopiens (FDRPE) se convertit alors aux programmes de resettlement. Depuis cette date, les déplacements de population sont une composante essentielle de la politique gouvernementale de lutte contre la pauvreté. Le but alors invoqué était de transférer des populations victimes de disette vers des régions plus productives d'un point de vue agricole. Les foyers déplacés ne devaient toutefois plus être transférés d'un kilil à un autre. Chaque resettlement devait à présent avoir lieu au sein des régions, et c'étaient pour l'essentiel les régions elles-mêmes qui organisaient les déplacements. 
En juin 2003, pour faire face à la famine qui touchait les campagnes, le gouvernement annonçait un programme de déplacement de 2 200 000 personnes dans les trois années à venir. En 2006, 149 000 foyers avaient déjà été déplacés. Le financement du programme fut dans une large mesure assuré par des partenaires internationaux, au premier rang desquels l'Union européenne et USAID. 
En plus de la lutte contre l'insécurité alimentaire, l'essentiel des projets de resettlement mis en place depuis l'accession du FDRPE au pouvoir en 1991 furent justifiés par des projets de développement. La construction de barrages ainsi que la vente de terres à des investisseurs étrangers provoquèrent le déplacement forcé de dizaines de milliers de personnes notamment dans la Région des nations, nationalités et peuples du Sud (SNNPR) et celle de Gambela. De plus, d'autres motifs purent être invoqués comme justification de déplacements de population. Ainsi, la réhabilitation du Parc national de Nechisar, près d'Arba Minch, provoqua entre 1994 et 2004 le déplacement de plusieurs milliers de foyers. 
Les techniques mises en place pour inciter les populations à participer aux programmes furent souvent les mêmes que sous le Derg, laissant une grande part à la coercition. Si l'accent fut officiellement mis sur les déplacements « volontaires », il fut dans les faits courant que les autorités locales aient recours à des menaces pour convaincre les populations de la nécessité de l'application des politiques publiques. La dimension forcée des programmes de villagisation mis en place dans les régions de Gambela et du SNNPR a fait l'objet de rapports détaillés de la part d'organisations internationales. 
À ces déplacements de populations organisés pour des motifs de développement, il faut ajouter les programmes de resettlement organisés pour venir en aide aux déplacés de la guerre Érythrée-Éthiopie, entre 1998 et 2000, notamment à Zalambesa.
Finalement, avec plus de 627 000 personnes déplacées entre 2003 et 2006, les resettlements sous le FDRPE ont concerné autant de personnes que les projets menés par le derg dans les années 1980. Toutefois, depuis 2007, il semble que les projets de déplacement soient de moins en moins nombreux ; les programmes de type Productive Safety Net les remplaçant comme principal outil de lutte contre l'insécurité alimentaire.

## Conséquences
Les conséquences des programmes de resettlement et de villagisation en Éthiopie font l'objet de débats, cependant, l'essentiel des scientifiques (géographes, politistes, agronomes...) qui se sont penchés sur la question s'accordent à dire que ces programmes furent des échecs et que leurs conséquences se chiffrent en milliers de morts. L'essentiel des projets furent conduits à la hâte et sans études sérieuses quant aux conditions de vie dans les régions d'accueil. Le déplacement fut largement contraint pour la majorité des personnes déplacées, et les atteintes aux droits humains furent très nombreuses. 
Les zones de basse-terre où les villages furent créés présentaient des conditions environnementales très différentes des zones d'où provenaient les personnes déplacées. Il s'agissait pour beaucoup de zones chaudes, humides, impaludées, et où les saisons de cultures n'étaient pas les mêmes que sur les hauts plateaux. Dans certains cas, la présence antérieure de pasteurs fut porteuse de tensions avec les nouveaux arrivants dont l'activité économique principale était la culture attelée. Ces tensions furent présentes y compris lorsque les premiers occupants étaient déjà des cultivateurs, l'arrivée d'habitants des hautes terres créant une situation de stress foncier. Dans le cas de déplacements causés par la création de grandes fermes comme dans la vallée de l'Awash où les réseaux d'irrigation ont asséché les cours d'eau, ces projets ont été la cause d'une plus grande vulnérabilité des populations à la sécheresse.
Certains programmes ont aussi eu des effets néfastes sur le plan environnemental. Le défrichement de terres pour accueillir les nouveaux arrivants a entraîné une déforestation massive, notamment dans la région de Mettekel (Benishangul-Gumaz). Dans les régions arides de l'Awash et de l'Afar, le détournement des cours d'eau provoqué par l'implantation de vastes fermes a eu pour conséquence une vulnérabilité à la sécheresse accrue pour les pasteurs locaux. Dans la région de Gambela, des terres du parc national furent cédées à des investisseurs internationaux, sans tenir compte de leur statut d'espace protégé.

## Réactions internationales et oppositions
Pendant la période du Derg, le déroulement concret des déplacements de populations n'était que très peu publicisé en dehors des frontières éthiopiennes. Les dénonciations des pratiques du Derg étaient plus larges et les déplacements de populations ne faisaient pas l'objet d'une attention précise. Quelques organisations internationales comme Médecins sans frontières-France ont dénoncé les programmes de resettlement en Éthiopie dès les années 1980, ce qui eut pour résultat leur expulsion du pays par la junte militaire. Par la suite, des organisations comme Cultural Survival aux États-Unis ou Survival International au Royaume-Uni prirent le relais de la dénonciation, en connaissant toutefois des difficultés pour rassembler des informations sur ce qui se passait sur le terrain, en Éthiopie. 
À l'intérieur des frontières éthiopiennes, les divers fronts armés qui s'opposaient au régime étaient pour la plupart opposés aux programmes de resettlement. Depuis l'accession du FDRPE au pouvoir, les informations sont plus nombreuses, et quelques ONG internationales se sont emparées de la question des déplacements forcés de population en Éthiopie. Le projet de barrage Gibe III, sur la rivière Omo, concentre l'essentiel des critiques sur ce plan. 250 000 personnes sont en effet directement concernées par l'inondation de leur zone d'habitation. Certaines ONG mènent des campagnes pour faire pression sur le gouvernement éthiopien, afin que celui-ci revoie ses projets.

## Liste de programmes de déplacements contraints de population en Éthiopie

### Gilgel Gibe (Oromia)
Envisagé à la fin des années 1960, le projet de barrage sur la rivière Gibe (Omo) entraîna les premiers déplacements de population en 1985, 10 000 personnes étant déplacées avec les premiers travaux. En 1996, un nouveau projet financé par la Banque mondiale entraîna le déplacement de 6 000 personnes qui furent relocalisées dans la région de Jimma, à moins de cent kilomètres. Aujourd'hui, le projet d'un troisième barrage sur la rivière Gibe entraîne de nouveaux resettlements, et deux autres barrages (Gibe IV et Gibe V) sont même envisagés.

### Metehara (Kereyou-Oromia)
La construction d'une vaste plantation de canne à sucre à Metahara, dans la moyenne vallée de l'Awash, entraîna la perte des terres pour les pasteurs Kereyou dès les années 1960. En 1969, la création du Parc national d'Awash coupa l'accès à 80 000 hectares de terres pour les pasteurs Kereyou. Dès la période impériale, les déplacements occasionnés par ces projets sont estimés à plusieurs milliers d'individus.

### Amibara (Afar)
Entamé à la fin des années 1960, ce programme consiste en la villagisation de populations Afar dans la moyenne vallée de l'Awash. Le but était de créer des fermes irriguées dans une région où les habitants sont traditionnellement plutôt pastoralistes. Le manque de financements de la part des gouvernements successifs entraîna l'arrêt du projet entre les années 1980 et 2002. Le projet se traduisit par l'installation d'environ 1 500 cultivateurs. Les prix élevés du coton et les revenus en découlant pour les planteurs d'Amibara ont entraîné des sédentarisations volontaires au début des années 1980.

### Mettekel & vallée du Beles (Benishangul-Gumuz)
La décision d’installer des populations dans la région de Mettekel fut prise en octobre 1984, et les premières personnes déplacées y arrivèrent en mars 1985. Mettekel représentait une importante destination pour les foyers déplacés pendant la grande famine de 1984. La région devait accueillir 250 000 nouveaux arrivants, ce qui représentait une multiplication par deux de la population de l'awraja. Finalement, 82 000 nouveaux arrivants s'installèrent effectivement dans les nouveaux villages. Les foyers réinstallés dans la région provenaient de régions diverses : Gondar, Nord-Shewa, Wollo, Wolaytta, Kambata... Malgré l'assistance financière et technique du gouvernement italien, les premiers mois qui suivirent l'installation furent très meurtriers, les rations alimentaires livrées par le régime n'étant pas assez importantes et la région étant dépourvue d'infrastructures de santé. Les premiers arrivants étaient des victimes de la famine de 1984, parmi lesquels beaucoup étaient volontaires pour s'installer à Mettekel. Cependant, après 1985, les volontaires furent de moins en moins nombreux, et les migrations furent de plus en plus contraintes par le régime. 
Le resettlement de Mettekel fut aussi créateur de tensions avec les populations qui occupaient auparavant ces espaces, principalement les Gumuz et Begga. La déforestation et le labour de vastes parties des terres qu'ils occupaient auparavant transforma considérablement leurs activités économiques, les poussant à abandonner des terres qu'ils cultivaient de manière saisonnière ou qu'ils utilisaient comme pâturage. 50 000 hectares) furent terrassés pour la construction de 48 villages, et plus de 23 000 hectares furent défrichés pour permettre une agriculture mécanisée plus extensive.

### Parc national du Nech Sar (Guji)
La réhabilitation du parc national de Nech Sar fut entamée en 1994, grâce notamment aux financements de l'Union européenne. 500 familles guji (oromo) et 550 familles kore vivant dans le parc firent l'objet de programmes de resettlement, qui se sont étalés jusqu'en 2004. En novembre 2004, plusieurs centaines de maisons de pasteurs guji ont été brûlées pour les forcer à quitter le parc.

### Addis-Abeba
La construction de nouveaux logements pour abriter la population urbaine fait l'objet de politiques publiques de la part du gouvernement éthiopien. Cet étalement urbain entraîne l’éviction de populations rurales qui habitaient à la proximité immédiate de la ville. Depuis 1996, des habitations de la banlieue est de la capitale (Kotebe), ayant conservé un mode de vie rural, font l'objet d'expropriations et de délocalisation, pour laisser la place à la construction d'immeubles. À Yeka Taffo, localité rurale limitrophe d'Addis-Abeba, le déplacement de 172 foyers a permis la construction d'immeubles prévus pour 25 000 habitants . La majorité des paysans ainsi déplacés se sont vus proposer une compensation financière pour la perte de leur terre, sans toutefois obtenir l'accès à un nouveau sol. 
Dans les années 1990, Addis-Abeba a aussi accueilli un programme de resettlement dans le cadre de la démobilisation des soldats qui avaient combattu avec le FDRPE. Sur les environ 500 000 soldats que comptait le mouvement, 326 338 reçurent une aide institutionnelle pour se reconvertir dans la vie civile, et 42 914 furent installés à Addis-Abeba.
Enfin, après la guerre éthio-érythréenne de 1998-2000, Addis-Abeba fut la ville hôte de nombreux réfugiés éthiopiens expulsés d’Érythrée. Ces réfugiés ont d'abord été concentrés dans des camps où les densités de population était très élevées (une personne pour 1,98 m2 dans le camp de Kaliti, au Sud-Est de la ville). Plusieurs de ces camps furent fermés au cours des années 2000, ce qui en fait des solutions plus temporaires que des projets de resettlement.

### Mana Angetu (Bale-Oromia)
Encouragés par la redistribution de terres organisée par la région Oromia au début des années 2000, de nombreux migrants (provenant pour l'essentiel de la région de Harar) se sont installés dans ce wereda entre 2000 et 2003. De 1 000 foyers installés en 2000, la population a augmenté très fortement pour atteindre 33 000 foyers à la fin de l'année 2003. Les nouveaux-venus ont reçu des terres et bénéficié de systèmes d'irrigation. Les fonds nécessaires à l'organisation de ce programme ont été en partie fournis par des organisations internationales comme USAID, le Programme alimentaire mondial, l'UNICEF ou Médecins sans frontières-Pays-Bas.

### Région de Gambela
Depuis 2005, le gouvernement multiplie les accords de baux emphythéotiques à des compagnies agricoles saoudiennes, pakistanaises et indiennes dans la région de Gambela. Ce processus fait l'objet d'une publicisation accrue depuis 2008, et le gouvernement le justifie par la création d'emplois et le développement que doivent permettre ces larges concessions de terres à des investisseurs étrangers. Ces attributions de terres sont accompagnées du déplacement des populations qui occupaient ces espaces auparavant. Bien que les autorités aient incité les personnes concernées à accepter le programme en leur promettant des infrastructures dans les nouveaux villages, les déplacements ont souvent été forcés. 